# Les Mariés de la tour Eiffel

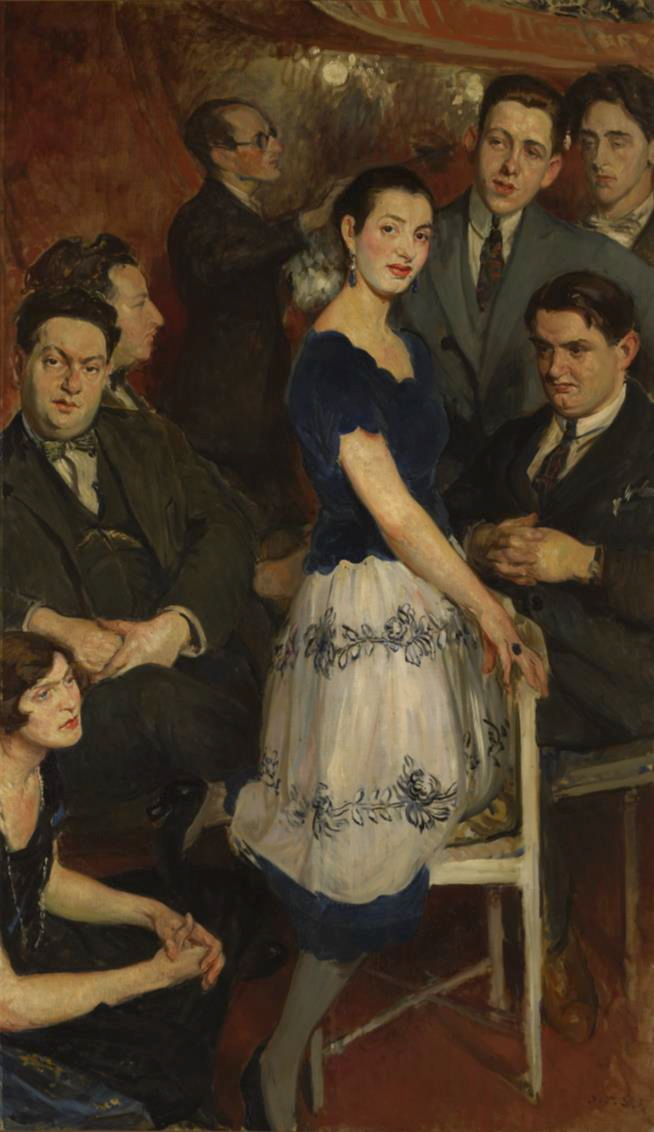
El grup de sis, oli sobre tela de Jacques-Émile Blanche, 1922. 190,5 x 112 cm. Museu de Belles Arts de Rouen.

Les Mariés de la Tour Eiffel és un ballet col·lectiu de Georges Auric, Arthur Honegger, Darius Milhaud, Francis Poulenc i Germaine Tailleferre (cinc dels membres del Groupe des Six), sobre un llibret de Jean Cocteau, amb coreografia de Jean Börlin, escenografia d'Irène Lagut i vestuari de Jean Hugo. L'espectacle utilitza dos narradors. El ballet es va representar per primera vegada a París, al Théâtre des Champs-Élysées, l'any 1921.

## Origen
El ballet va ser encarregat a Jean Cocteau i Georges Auric per Rolf de Maré, un ric mecenes suec, fundador i director de la companyia parisina Les Ballets Suédois. El guió original de Cocteau es titulava Le Massacre du repas de noce. Es deia que Raymond Radiguet, un jove escriptor aleshores proper a Cocteau, hauria escrit el llibret.
A falta de temps, Auric havia demanat als seus amics del Grup dels Sis que l'ajudessin amb la composició, que tots van acceptar, a excepció de Louis Durey; alguns estaven malalts, d'altres absents de París.
El ballet va ser interpretat per la companyia Ballets Suecs al Théâtre des Champs-Élysées de París el 18 de juny de 1921, amb els ballarins principals C. Ari, J. Figoni i K. Vahlander. L'orquestra va ser dirigida per Désiré-Émile Inghelbrecht. Els narradors van ser Jean Cocteau i l'actor Pierre Bertin.
El ballet va tenir breument el seu apogeu abans d'enfonsar-se en l'oblit, tot i que va fer una representació el 1923 a Nova York on va reviure el 1988.
Tanmateix, l'any 2000 va ser objecte d'una creació coproduïda pel Centre de l'Oceà Índic i el Teatre Namíbia, donant lloc a diverses gires amb la companyia Vincent Colin, dirigida per Vincent Colin, amb l'Orquestra Ars Nova, arranjada per Marius Constant.

## Sinopsi
El guió del ballet voreja el disbarat: una parella de nuvis esmorza en una de les andanes de la Torre Eiffel. Un convidat fa un discurs pompós. Mentre un fotògraf convida l'assemblea a "mira com surt l'ocellet". De sobte apareix una oficina de telègraf a l'andana. Un lleó entra i devora un dels convidats per esmorzar mentre un estrany personatge anomenat "un fill del futur" apareix i mata a tothom. El ballet acaba amb el final del casament.
Autor d'una farsa mordaç al voltant dels estereotips de l'època (la família, la burgesia, l'exèrcit i fins i tot la tan admirada Torre Eiffel), Cocteau, interrogat sobre el tema del ballet, va respondre: «Buit d'un diumenge; bestialitat humana, expressions ja fetes, dissociació de les idees de carn i ossos, ferocitat de la infantesa, la poesia miraculosa de la vida quotidiana».
Francis Poulenc, en una carta de 29 de juliol de 1923, va dir de l'obra: «sempre merda... llevat de l'obertura d'Auric ».

## El ballet
El ballet consta de 10 escenes:
- Ouverture (14 juliol) - Georges Auric
- Marche nuptiale - Darius Milhaud
- Discours du general (polka) – Francis Poulenc
- La Baigneuse de Trouville – Francis Poulenc
- La Fugue du massacre – Darius Milhaud
- La Valse des dépêches – Germaine Tailleferre
- Marche funèbre – Arthur Honegger (inspirada en el vals de l’òpera Faust de Gounod)
- Quadrille – Germaine Tailleferre
- Ritournelles – Georges Auric
- Sortie de la noce – Darius Milhaud[2]

## Enregistrament
El primer enregistrament de l'obra, supervisat pel mateix Darius Milhaud, només data del 1966.
El ballet també va ser enregistrat per l'Orquestra Philharmonia sota la direcció de Geoffrey Simon.
El 1987, Marius Constant va arranjar la música per a un conjunt musical de quinze instruments: quintet de vent, quintet de corda, trompeta, trombó, arpa i dos instruments de percussió. Aquesta interpretació musical va ser enregistrada per l'Erwartung Ensemble sota la direcció de Bernard Desgraupes, amb els actors Jean-Pierre Aumont i Raymond Gérôme com a narradors.